# 1892 في الولايات المتحدة
فيما يلي قوائم الأحداث التي وقعت خلال عام 1892 في الولايات المتحدة.

## سياسة

### تعيين في المنصب
- 11 يناير – ويليام ماكينلي حاكم ولاية أوهايو  [لغات أخرى]‏.

### انتهاء فترة المنصب
- 1 يناير – ألبرت ب فال عضو مجلس نواب نيومكسيكو.
- 31 مايو – هربرت دبليو. لاد حاكم رود آيلاند [الإنجليزية]‏.
- 4 يونيو – جيمس جي بلين وزير الخارجية الأمريكي.
- 25 أكتوبر – كارولين هاريسون السيدة الأولى للولايات المتحدة.

## ظهور
- 17 ديسمبر – مجلة فوغ

## مواليد

### يناير
- 1 يناير – فرانك ريتشاردسون ممثل أمريكي.
- 1 يناير – لويل سميث عسكري من الولايات المتحدة الأمريكية.
- 14 يناير – هال روتش
- 18 يناير – أوليفر هاردي
- 21 يناير – هانك بيل ممثل من الولايات المتحدة الأمريكية.
- 26 يناير – بيسي كوليمان طيارة من الولايات المتحدة الأمريكية.

### فبراير
- 5 فبراير – إليزابيث ريان لاعبة كرة مضرب من الولايات المتحدة.
- 6 فبراير – وليم مورفي طبيب من الولايات المتحدة الأمريكية.
- 9 فبراير – ماري وود
- 10 فبراير – آلان هيل سينيور
- 13 فبراير – روبرت جاكسون قاضي أمريكي.
- 15 فبراير – جيمس فورستال
- 21 فبراير – هاري ستاك سوليفان
- 22 فبراير – إدنا سانت فنسنت ميلاي شاعرة أمريكية.
- 27 فبراير – وليام ديماريست
- 29 فبراير – أوغوستا سافاج نحاتة أمريكية.

### مارس
- 9 مارس – والتر ميلر ممثل من الولايات المتحدة الأمريكية.
- 13 مارس – جانيت فلانر صحفية أمريكية.
- 24 مارس – مارستون مورس رياضياتي أمريكي.
- 26 مارس – بول دوغلاس سياسي أمريكي.
- 31 مارس – ميجنون أندرسون ممثلة من الولايات المتحدة الأمريكية.

### أبريل
- 6 أبريل – دونالد دوغلاس
- 16 أبريل – جورج شاني ملاكم من الولايات المتحدة الأمريكية.
- 16 أبريل – هوارد مومفورد جونز أخصائي في الأدب من الولايات المتحدة الأمريكية.

### مايو
- 7 مايو – أرشبيلد ماكليش
- 9 مايو – بيرسيفال بيلي
- 19 مايو – جيمس فرنسيس ماكبرايد عالم نبات أمريكي.
- 29 مايو – جاين جرانت صحفية من الولايات المتحدة.

### يونيو
- 19 يونيو – هيلين هولمز ممثلة أمريكية.
- 23 يونيو – إدموند كوب ممثل من الولايات المتحدة الأمريكية.
- 26 يونيو – بيرل باك كاتب أمريكي.
- 26 يونيو – نيل بيرنز
- 26 يونيو – هنري جيسنبير مصرفي من الولايات المتحدة الأمريكية.
- 27 يونيو – روبرت إليس

### يوليو
- 1 يوليو – جيمس كاين
- 10 يوليو – سبيسرد ليندساي هولند سياسي أمريكي.
- 10 يوليو – سليم سامرفيل
- 11 يوليو – توماس ميتشيل
- 15 يوليو – هنري جونسون
- 25 يوليو – هارولد سانت جون عالم نبات أمريكي.

### أغسطس
- 20 أغسطس – جورج آيكن سياسي أمريكي.
- 27 أغسطس – تشارلز ه فاهي
- 28 أغسطس – هنري ترنر
- 31 أغسطس – سيدني فاي بلايك عالم نبات أمريكي.

### سبتمبر
- 1 سبتمبر – ريموند كانون
- 1 سبتمبر – هارولد لام
- 4 سبتمبر – بيت سميث
- 10 سبتمبر – آرثر كومبتون
- 10 سبتمبر – آل سانت جون
- 28 سبتمبر – إلمر رايس كاتب أمريكي.

### أكتوبر
- 9 أكتوبر – هاري ديكستر وايت اقتصادي من الولايات المتحدة الأمريكية.
- 16 أكتوبر – جورج بارنز مصور سينمائي أمريكي.
- 20 أكتوبر – رالف إرسكين كليلاند عالم نبات أمريكي.
- 25 أكتوبر – جريس بانكر
- 25 أكتوبر – مارغريت إنجلز مهندسة من الولايات المتحدة الأمريكية.

### نوفمبر
- 3 نوفمبر – روبرت ليندلي موراي لاعب كرة مضرب من الولايات المتحدة.
- 6 نوفمبر – أول اولسن ممثل من الولايات المتحدة الأمريكية.
- 6 نوفمبر – هارولد روس صحفي أمريكي.
- 10 نوفمبر – مابل نورماند

### ديسمبر
- 7 ديسمبر – ستيوارت ديفيس رسام أمريكي.
- 15 ديسمبر – جيه بول جيتي
- 19 ديسمبر – جيرالد ناي سياسي أمريكي.
- 26 ديسمبر – دون باركلي

## وفيات

### مارس
- 9 مارس – سيرينو واطسون (مواليد 1826) عالم نبات أمريكي.
- 22 مارس – ديفيد هايز أغنيو (مواليد 1818)
- 26 مارس – والت ويتمان (مواليد 1819) شاعر وصحفي وكاتب مقالات أمريكي.

### أبريل
- 1 أبريل – تشارلز د. دريك (مواليد 1811) سياسي أمريكي.
- 9 أبريل – تشارلز ويليام فيلد (مواليد 1828)

### مايو
- 10 مايو – ميلتون جورج ماثيوز (مواليد 1846) سياسي أمريكي.
- 18 مايو – جون ألكسندر أندرسون (مواليد 1834) سياسي أمريكي.

### يوليو
- 12 يوليو – ألكسندر كارترايت (مواليد 1820)
- 14 يوليو – نيوتن بوث (مواليد 1825) سياسي أمريكي.
- 29 يوليو – جارلز هنري هاردن (مواليد 1820) سياسي أمريكي.
- 31 يوليو – أنتوني كينيدي (مواليد 1810) سياسي أمريكي.

### أغسطس
- 9 أغسطس – جيمس ويليام دنفر (مواليد 1817) سياسي أمريكي.
- 23 أغسطس – مايرون هولى كلارك (مواليد 1806) سياسي أمريكي.

### أكتوبر
- 25 أكتوبر – كارولين هاريسون (مواليد 1832) سياسية من الولايات المتحدة الأمريكية.